# Peta Wilson
Peta Gia Wilson (Sydney, 18. studenog 1970.) je australska glumica.

## Biografija
Peta Wilson je rođena kao kći Karlene White i Darcyja Wilsona (rastavljeni 1982.). Otac Darcy je umirovljeni časnik. Majka Karlene White je ugostiteljica. Prve godine života provela je kao dijete vojnika, seleći se mnogo. Obitelj se selila od mjesta do mjesta jer je otac bio u specijalnim postrojbama vojske. Brzo se prilagođavala te je bila dobro prihvaćena u svakom mjestu. Privremeno boravište u Novoj Gvineji gdje je otac bio stacioniran, donijelo joj je vještinu jedrenja zbog koje je s ocem i bratom Robom osvojila titulu na poznatoj australskoj regati. 
U mladosti je otkrila svoju ljubav prema glumi, dijelom kako bi sebi pomogla suočiti se s čestim mijenjanjem škola i s činjenicom da je bila "malo drugačija". Ljeta je provodila kod svojeg djeda i bake u Australiji. Živeći bez televizije i radija, ona i brat su se naučili zabavljati vlastitim predstavama za roditelje, oponašajući Lizu Minnelli. To je bio samo nagovještaj njenog nadolazećeg talenta. 
Prije nego što je postala glumica, Wilson je radila kao manekenka. Tijekom tinejdžerskih godina uključila se u plivanje i netball. Bavila se i košarkom te je postala najmlađa reprezentativka australske momčadi. Kao mladu ženu punu energije, majka ju je upućivala na satove vladanja. Tamo ju je zapazio agent manekenske agencije.
Prvo, radeći kao model u Australiji i Europi, preselila se u Los Angeles gdje je od 1991. godine studirala glumu. Do 1996. godine snimila je nekoliko nezavisnih filmova. Odskočnu dasku za dobru karijeru dobila je kada je odabrana na audiciji (između 200 drugih glumica) za ulogu u kanadskoj akcijskoj seriji La femme Nikita, glumeći glavnu junakinju Nikitu, tajnu agenticu orijentalnih vještina.  
Peta meditira, prakticira jogu, akupunkturu i koristi razna sredstva alternativne medicine kako bi tijelo održala u ravnoteži. Uživa u ronjenju, jahanju, vožnji bicikla, plivanju, kriketu, slikanju i uređivanju vrta. Pojavila se u srpanjskom izdanju magazina Playboy 2004.  
Peta Wilson je rođena 18. studenog 1970. godine u Sydneyu. Ime je dobila po Miss Australije iz 1970. godine. Da se rodila kao muško nosila bi ime Pedro pa tvrdi kako je sretna zbog toga što je žensko. Kćer je pripadnika specijalnih jedinica australske vojske Darcy Wilsona i ugostiteljske radnice Karlene White. Ima i brata Roba koji je zaposlen kao vozač kamiona u australskoj vojsci. Iako je rođena u Sydneyu njezina obitelj se selila desetak puta. Ipak je veći dio djetinjstva provela na Papua Novoj Gvineji bez prednosti moderne civilizacije kao što su televizija ili radio. Još u najranijoj mladosti pokazivala je izrazitu sklonost fizičkim aktivnostima. Tako je u srednjoj školi postala najmlađa najbolja igračica (best player) australske reprezentacije u netballu (igra nalik košarci). No, bavila se i jedrenjem, odbojkom i atletikom. 
Majka nije bila baš zadovoljna njom, jer po njezinom mišljenju Peta nije bila dovoljno feminizirana. Stoga je Petu upisala na tečaj na kojem je učila tzv. catwalk. Uvijek posebna Peta ni tu nije ostala nezapažena. Jedan modni agent pomislio je kako je Peta predodređena za manekenku. Tako je nekoliko narednih godina provela u Europi kao manekenka. Ipak 1991. godine Peta odustaje od manekenstva i seli se u Los Angeles kako bi se usredotočila na filmsku karijeru. Tu u Los Angelesu upoznala je filmskog redatelja Damiana Harrisa koji joj je pomogao u prvim koracima kao filmske glumice. Ona je učinila korak više pa se upisala na tečaj glume u The Actor's Circle Theater. Tu je odigrala i svoju prvu ulogu - Fool For Love. To joj je omogućilo da najprije dobije manje uloge u nezavisnim filmovima (Losers), ali i filmovima bogatije produkcije (One of Our Own) i seriji Strangers u produkciji HBO televizijske kuće. Ova posljednja uloga pokrenula je, premda ona toga još nije bila svjesna, njezinu karijeru u željenom smjeru. Slavu je stekla serijalom La Femme Nikita. No, umalo je "priča" završila drugačije. Godine 1996. Peta je već odlučila preseliti se u New York i upisati kazališni studij. Međutim,  u zadnji tren prije odlaska iz Los Angelesa agent ju je nagovorio da se prijavi na audiciju za novi tv serijal tvrtke USA Network koji je baziran na filmu Luca Bessona Nikita. Naravno bila je riječ o već spomenutom serijalu La Femme Nikita. Bez ikakvih očekivanja, nesigurna po pitanju želi li uopće biti glavni lik u televizijskoj seriji, Peta se pojavila na audiciji i između 200 kandidatkinja pokazala se kao najbolja. Ron Perth, tada predsjednik USA Networka i član komisije poslije je izjavio: "Bila je sjajna. Znali smo da imamo zvijezdu". Kada se serija počela prikazivati Peta je osvojila dvije nominacije za najbolju glumicu u glavnoj ulozi (kontinuirani lik) u dramskoj seriji. Godine 1998. s dobitnicom Emmy nagrade Ellen Barkin glumila je u filmu Mercy.
U 2001. godini snimila je serijal A Girl Thing i glumila Sheilu Balkan, ženskog privatnog detektiva iz Santa Monice. Čak joj je bilo ponuđeno da ako dođe do snimanja Terminatora 3, igra glavnu žensku ulogu. 
No Peta se ne oslanja samo na filmsku karijeru. Tako sa svojim prijateljem Jasperom Sceatsom planira osnovati tvrtku Psychit koja bi trebala proizvoditi sunčane naočale, satove i tenisice. To neće biti prva tvrtka čiji će vlasnik biti Peta. Ona već posjeduje jednu tvrtku - Sweet Lips Productions. Nada se kako će joj profit ostvaren u toj tvrtki pomoći da ostvari svoj san - otvaranje jedinstvene škole za djecu koja odrastaju na ulici. Škola bi se trebala zvati baš kao i ranije spomenuta tvrtka - Psychit. Iako uspješna, Peta Wilson živi sa svojom bakom u unajmljenom potkrovlju. Prema vlastitim riječima uživa u ronjenju, jahanju, plivanju, kriketu, slikanju i radu u vrtu premda zbog velikih obaveza ne smogne naći vremena za sve ranije spomenuto. Opsjednuta je oldtimer vozilima i za sada posjeduje tri oldtimera: Thunderbird iz 1957.; Chervolet Impalu iz 1958. godine i Dodge iz 1938. godine. Inače, u slobodno vrijeme, Peta Wilson popravlja stare automobile. Smatra seks zabavnim, a svoj izraženi seksipil na fotografijama komentira:"Kada vas fotografiraju trebate misliti na seks, a ne na to da budete seksi. Onda ćete sigurno izgledati seksi i na fotografiji". Za svoje zemljake Australce tvrdi: "Za australske muškarce predigra je nešto kao: "Jesi li budna?" Australci su Vikinzi modernog doba. To mi se sviđa". U budućnosti planira živjeti na svojih deset jutara zemlje, na australskoj obali, u svojoj maloj kućici popravljajući automobile, slikajući i čitajući scenarije za svoju producentsku tvrtku. 
Živi s dugogodišnjim dečkom Damianom Harrisom s kojim ima sina Marlowea Wilsona, rođenog 2001.

## Filmografija
- Dutch Kills (2013.) ... kao Ladye Bishop
- The Finder (2012.) u epizodi: "Little Green Man" ... kao Pope
- Liberator (2011.) ... kao Marla Criswell
- CSI: Miami (2010.) u epizodi: "Sudden Death" ... kao Amanda
- Errand_boy (2010.) ... kao Genie
- Malibu Shark (2009.) ... kao Heather
- Beautiful (2008.) ... kao Sherrie
- Gardens of the Night (2007.) ... kao Sarah
- Superman Returns (2006.) ... kao Bobbie-Faye
- Two Twisted (2006.) u epizodi: "A Flash Exclusive" ... kao Mischa Sparkle
- Jonny Zero (2005.) u epizodama: "Bounty" i "Diamonds & Guns" ... kao Aly
- False Pretenses (2004.)  ... kao Dianne/Dee Dee
- Družba pravih džentlmena (2003.) ... kao Mina Harker
- Joe and Max (2002.) ... kao Anny Ondra
- Other People (2001.) (TV serije) ... kao Harriet Stone
- A Girl Thing (2001.) (mini serije) ... kao Alex
- Mercy (2000.) ... kao Vickie Kittrie
- One of Our Own (1997.) ... kao Cpl. Jennifer Vaughn
- La femme Nikita (1997 - 2001) ... kao Nikita
- Vanishing Point (1997.) ...kao Motorcycle girl
- Woman Undone (1996.) ... kao Receptionarka
- Loser (1996.) ... kao Alyssha Rourke
- Strangers (1996.) u epizodi: "Going Without"  ... kao Martha
- Highlander (1996.) u epizodi: "Promises" ... kao Inspektorica
- Naked Jane (1995.)
- The Sadness of Sex (1995.) ... kao Cura njegovih snova

### Nagrade
| Godina | Film                     | Nagrada                                          | Uloga           |
| ------ | ------------------------ | ------------------------------------------------ | --------------- |
| 2004.  | Družba pravih džentlmena | Saturn, najbolja uloga                           | Mina Harker     |
| 1998.  | La femme Nikita          | Saturn, najbolja uloga                           | Nikita Samuelle |
| 1999.  | La femme Nikita          | Gemini, najbolja izvodba u epizodi "Mačka i miš" | Nikita Samuelle |
| 1998.  | La femme Nikita          | Gemini, najbolja izvodba                         | Nikita Samuelle |